# Manuela Ossendrijver
Manuela Ossendrijver (Den Haag, 31 augustus 1970) is een voormalig Nederlands langebaanschaatsster, shorttrackster en marathonschaatsster.
Tussen 1990 en 1992 nam ze deel aan de NK afstanden, en in 1993 en 1994 aan de NK Allround.
Samen met haar zus Esmeralda Ossendrijver reed ze meermalen op het Nederlands kampioenschap shorttrack op het podium. In 1987 werd ze Nederlands kampioen en in 1985 tweede en in 1988 derde. In 1985, 1986 en 1990 won ze met het Nederlands team op de wereldkampioenschappen shorttrack een bronzen medaille op de aflossing.
Tussen 1998 en 2000 reed ze marathons en nam in 1999 deel aan het Nederlands kampioenschap marathonschaatsen op kunstijs (16e). Bij het wielrennen werd ze in 1986 derde op het Nederlands kampioenschap wielrennen op de weg bij de beloften.

## Records

### Persoonlijke records[6]
| Afstand    | Tijd    | Datum            | Baan       |
| ---------- | ------- | ---------------- | ---------- |
| 500 meter  | 43,29   | 18 februari 1989 | Heerenveen |
| 1000 meter | 1.26,14 | 14 maart 1991    | Heerenveen |
| 1500 meter | 2.11,79 | 26 december 1991 | Collalbo   |
| 3000 meter | 4.34,64 | 13 maart 1991    | Heerenveen |
| 5000 meter | 7.57,51 | 15 maart 1991    | Heerenveen |